# Jerry Horton
Jerry Horton (ur. 10 marca 1975 w Charlston w Kalifornii), amerykański muzyk, członek rockowego zespołu Papa Roach. Gra na gitarze. Ma specjalnie przystrojoną gitarę na wyższe dźwięki, dzięki czemu jego riffy są niepowtarzalne i nadają dobre brzmienie zespołowi.
W 1982 roku przeprowadził się do Vacaville. W wieku 14 lat poważnie zainteresował się muzyką.
Duży wpływ miała na jego rozwój grupa Metallica. To właśnie fascynacja ich utworami skłoniła Jerry`ego do pobierania lekcji gry na gitarze. Większości jednak nauczył się sam. Duży wpływ na twórczość Jerry'ego miały też takie zespoły jak Godflesh, Ministry, Faith No More. W wieku 18 lat, za sprawą swojej ówczesnej dziewczyny trafił do Papa Roach.
Dwa lata spędził w Community College. Pracował jako dekarz. 21 grudnia 2002 roku ożenił się z Jessicą Lee, w 2006 roku urodziła mu się córeczka - Amelia. Wraz z żoną i córką mieszka w Dixon – miasteczku jeszcze mniejszym niż Vacaville. Jerry rzadko bywa na imprezach i bankietach, bardzo chętnie za to grywa na Playstation. Nie pije alkoholu, nie pali i jest jedynym członkiem grupy, który nie pochodzi z rozbitej rodziny.